# 刘继发
刘继发，广东三水人，广州重型机器厂工人，“红旗工人”（红旗工人赤卫队广州总部）及工革联、工代会负责人。1968年2月任广东省革命委员会副主任，后为中共广东省委委员。1977年7月12日和17日，省委、省革委会，广州市委、市革委会组织广州省、市机关一百万人在中山纪念堂及各分会场召开揭发四人帮及刘继发、梁锦棠大会。张根生代表省委分别宣布中共中央对二人停职审查。1982年11月5日，广东省委纪委发文开除其党籍。1983年5月14日，广东省政府发文撤销其一切行政职务。